# Coelichneumon delirops
Coelichneumon delirops är en stekelart som beskrevs av Heinrich 1977. Coelichneumon delirops ingår i släktet Coelichneumon och familjen brokparasitsteklar. Inga underarter finns listade i Catalogue of Life.